# ドリーム職人
『ドリーム職人』（ドリームしょくにん）は、野中英次の漫画作品。漫画雑誌『モーニング』（講談社）に1998年から2000年まで連載されたギャグ漫画である。

## 概要
一流の職人を志す主人公「伊能安次郎」が、様々な職人の元へ弟子入りし、そこでの困難に立ち向かう様子を描いた作品である。
伊能はつまようじの溝彫り職人である名匠、山手川倉之助のもとで修行を行うが、新たなる旅立ちを決意し上京する。しかし力尽きて挫折し、そうした所をぬいぐるみ職人であるマイケルに拾われる。入門試験に合格しマイケルの所に入門したヤスは、4畳半一間風呂無し家賃二万円のボロアパートで師匠であるマイケルと共にぬいぐるみ職人を目指しながらも過酷なビンボー生活を強いられる事になったのであった。
そうこうしている間にもかつてのマイケルの師匠が登場したり異様に怖い弟弟子、河村が登場したり造花に手を出したりと苦難に遭遇しながらもヤスはぬいぐるみ職人になるべく内職の造花を頑張って行くのであった…
尚、物語中でヤスが「前略おふくろ様～」で始まる手紙をよく書いているが、このネタは後に大ヒット作品となる『魁!!クロマティ高校』に受け継がれている。

## 登場人物

### メインキャラクター
伊能安次郎（いのう やすじろう：通称ヤス）
主人公。一流の職人になることに憧れており、さまざまな職人のもとに弟子入りをしてきている。作中でははじめはつまようじ職人を目指す身だったが後に師匠、山手川倉之助から「ドリーム職人」の夢を託され旅立つ。その後、力尽きた所をぬいぐるみ職人であるマイケルに拾われ心機一転、ぬいぐるみ職人を目指す身となる。山手川の弟子の時はさりげなく山手川に突っ込み(指摘)をしたり山手川の脱線した話の受け身になったりと正当なツッコミ役として働いていたが、マイケルの弟子になって河村が弟子入りしてからはこの2人にさりげなく理不尽に扱われ、「魁!!クロマティ高校」の前田と同じくぞんざいに扱われる突っ込み役という悲惨な配置で活躍する。一時は働きすぎて入院したり2人を部下とした会社社長にもなったが、まったく働かず世間知らずな2人のせいで貧乏なままとなる。かなり厳格な家庭に育ったらしく、両親は今のような生活を絶対に許さないらしい。そのため度々伊能が母親に手紙を書く内容で始まるが、実際には一度も送っていない。つまようじ職人時代は着物を着用していたがぬいぐるみ職人に転向してからはTシャツ姿をしている。麻雀が強い。
山手川倉之助（やまてがわ くらのすけ）
ヤスがつまようじ職人を目指していた時の師匠、人間国宝候補次点。かなりルーズな性格らしくつまようじの溝を納品する分だけ彫るのに3ヶ月以上もかかる。一日につまようじの溝を彫るため5回くらい休憩をする、つまようじのラフ画の締め切りになっても逃げ出すという有様。たまに「気晴らしにスプーンでも作ってみるか」等と滅茶苦茶なことを言い出す。
つまようじ職人になった理由は、戦争中に重傷を負った戦友の山中に「奥歯に挟まった魚の小骨を取って欲しい」と頼まれるが、戦時下の物資不足で粗悪なつまようじしかなく小骨がとれないまま山中が力尽きてしまったからである（しかし、山中は今でも生きており毎年山手川の元には欠かさず年賀状が届く）。
「魁!!クロマティ高校」ではマスクド竹之内のマクラ道の師匠として同じ顔の人物が登場している、ちなみにこの場面では修行の一環として薄幸ちゃんが特別出演している。
マイケル信州（まいける しんしゅう）
ヤスのぬいぐるみ職人を目指す身での師匠。薄幸（はっこう）ちゃんという熊だか鼠だか分からない様だが可愛らしいぬいぐるみを主に作る。時々薄幸ちゃんの着ぐるみを作ったり、飢えた時に薄幸ちゃんからダシを取ったり、王冠をつけただけの大王を製作したりなど、色々な事に挑戦している様だがたいていはイマイチな結果に終わってしまう。
正体はぬいぐるみの国の王子で薄幸ちゃんそっくりだったがワケあって失職した。雷に打たれたショックでぬいぐるみの姿に戻ったが、河村の体と入れ替わった挙句、いつの間にか人間の姿に逆戻りしていた。風貌は番外編などに描かれる作者の分身（のなーえいじ）そっくりである。過去にくす玉職人の経験がある。また「英国紳士に悪人なし」といって詐欺師同然の外国人に家財道具を全て譲ってしまうなど純粋な性格の持ち主。ぬいぐるみの姿になっていた頃はぬいぐるみ族に伝わる古文書を読んではそこに書かれた術を何度か試していた。
河村（かわむら）
ヤスの弟弟子。スキンヘッドに肥満体という異様に怖い風貌であり、入門当初は自身の身勝手な振る舞いを注意したヤスを一睨みで退けるなど威圧的な態度を取ることがあったばかりか、最終回直前になっても兄弟子であるヤスが「いまだに僕より態度がでかい」と話すなど見た目通りの人物である。それでも3度の食事よりもぬいぐるみが好きだったりヤスにタクシー代をおごったりと心根は優しい。しかし、ぬいぐるみをマクラ代わりに使うのにはヤスが「ぜんぜんやさしくない」と心の中で想ったほどである。
ある日突然急逝し、師匠マイケルの力によって薄幸ちゃんと体が入れ替わった。その際、体がより丸くなりしょんぼりした顔も怒ったような顔つきに変わっている。また、その状態でもマイケルとヤスが二人がかりでも敵わないほど強い。その後、いつの間にか元の体に戻っている。
登場当初は実家からマイケル宅へ通っていたため一人だけ貧乏とは無縁の生活を送っていたが、途中から完全に泊り込みになった。
ちなみにこの河村は、キャラクターとしては数ある野中作品の中でもかなり使い回されている方で、「課長バカ一代」では天使として、「魁!!クロマティ高校」では竹之内豊として活躍しており、野中作品におけるデブキャラクターのデフォルトとなっている。

### 登場したぬいぐるみ
薄幸ちゃん（はっこうちゃん）
マイケル信州の製作したぬいぐるみの名称。命名の由来はマイケル曰く「見るからに運が悪そうだから」。最終巻ではファンによる様々なグッズが生み出されるほど、地味な人気を誇っている。バリエーションに着ぐるみタイプの薄幸ちゃんや、ただ王冠をかぶせただけの「大王」がある。
カレンさん
伊能が徹夜で製作した、薄幸ちゃんの彼女という設定のぬいぐるみ。リボンとまつ毛が薄幸ちゃんと異なる。職業は秘書という設定。のちに製作された彼女の両親は父が英国紳士風、母は和風の老婆的な外見をしている。
バナナマン
「薄幸ちゃんに匹敵する新作」と鳴り物入りで登場した、マイケル信州作の新作ぬいぐるみ。バリエーションも多岐にわたり、マイケルも相当の自信をもって製作したようだが数週間で忘れ去られる。
破傷風マン
バナナマンのライバルキャラを製作する構想の中で生まれたキャラ。ただし決まったのは名前と必殺技「破傷風チョップ」のみで、結局は破傷風チョップだけが一人歩きしてあとの構想はうやむやになってしまった。
中辛ちゃん（ちゅうからちゃん）
薄幸ちゃんにそっくりなぬいぐるみで、なぜかテレビアニメ化やトレーディングカード化するほどの大人気。パクリ商品に憤慨するマイケルだったが、本当はこちらのほうが製作されたのが先で、実は薄幸ちゃんのほうがニセモノであることが判明する。
薄幸ちゃんロボ
ロボット文化に触発され、マイケルの製作した新しい薄幸ちゃん。全3作。もはやぬいぐるみでもなんでもなく、ただのロボットおもちゃ。しかしロボットというのにもお粗末な代物で、1号は登場することもなく廃棄、2号は湯たんぽ、3号は風呂釜や鍋に使われた。
不幸のぬいぐるみ
ぬいぐるみ職人の間を巡る、不幸の手紙のぬいぐるみバージョンともいえるもの。手紙と一緒にぬいぐるみの型紙と材料が送られ、これを使って5人のぬいぐるみ職人に同じものを作って送り付けなければ不幸になる、というものである。凶悪な外見に加え、胴体に書かれた「DEATH」の文字が特徴。中には数百万円のプレミアが付いた物もある。

### サブキャラクター（主に1話だけの登場）
石毛
つまようじ職人編に登場。マヨウ工芸（株）営業。恐ろしい見た目に反して気は小さく、山手川の作業の遅さにいつも頭を悩ませている。
はな
マイケルにぬいぐるみの作り方を教えた人物。名字は不明。作中でマイケルは彼女のもとに再度弟子入りするが、住み込みでの修行を拒否され、月謝を請求するなど対応は散々だった。「薄幸ちゃん」は彼女の作った見本のぬいぐるみを参考に製作されたという。
ともこ
はなの娘。大ヒットキャラクター「中辛ちゃん」の作者。
天使
初登場時にはマイケルの夢枕に出た。出で立ちは薄幸ちゃんに羽を生やしただけであるが願い事をかなえる能力を持っている。だが願い事には「漢字2文字」あるいは「アルファベット2文字」、加えて「お金以外」という制約があり、そのため伊能達は一日中願い事の考案に頭をひねり続けた。再び登場した際にはさながらきこりの泉の問答を伊能の夢枕の中で行った。
謎の英国紳士
突然訪問してきた外国人。英国大使館から来たと言い、マイケルのぬいぐるみをイギリスの博物館に展示したいから譲ってほしいと頼んできた。あまりのうさん臭さに伊能は拒否したが、マイケルの強力な主張により結局、ぬいぐるみと家財道具をすべて譲り渡してしまった。本当の国籍は不明。
強盗
マイケル宅に押しかけた強盗。かなり疑り深い性格で、伊能らが金目のものはないと主張してもなかなか信用しなかった。終いには強盗の癖に彼らに説教までしていった。
ぬいぐるみ国の使者
遥か彼方のぬいぐるみ国から、王子であるマイケル信州にことづけをしにやってきた3人組。見た目は薄幸ちゃんにそっくり。
隣人
姿は見えず会話の内容にだけ出てくる人。深夜に掃除機をかけたり、長渕剛の「とんぼ」を大声で歌うなどかなり迷惑。しかしマイケルが水をもらいに言ったときは醤油を譲ってくれるなど親切な一面も。
伊能らによく似た人
「自分たちに似た人が世界には2人はいる」という話に登場。一組は日本の裏側のアルムンテ共和国（ビジネス街）でビジネスマンを、もう一組は日本の斜め裏のあたりのキャリスオ連合国で漁師をしていた。
亀戸花子（かめと　はなこ）
ピザ屋でアルバイトをしている21歳の女性。ぬいぐるみ姿のマイケル信州に一目惚れして誘拐（窃盗）して交際を求めマイケルがそれに応じるも平気で二股をかける女（このことを彼氏に報告するなどと話していた）であることが本人の発言から発覚した。そうして河村の提言でマイケルは亀戸の彼氏に挑戦状と銘打った脅迫手紙を送るがその手紙は誤って亀人本人に送ってしまった。
ラオー
マイケルの住むアパートに生息するねずみ。毎夜忍び食料を強奪していき、伊能が退治しようとしても歯が立たなかった。父が連帯保証人のハンコを押してしまい、借金に苦しんでいるらしい（真偽は不明）。
コブラ
関東最大のねずみのグループ「ザ・ねずみ講」のリーダーで、総勢200匹のねずみを従えるボス。その強さは過去にネコと喧嘩して引き分けたほど……のはずが、実際は老いて衰弱したねずみだった。貧乏な身の上話で同情を買い、ボスになっていたらしい。名前の由来は幼いときにコブラに育てられたから。
新人の神さま
新人研修のためにマイケル宅へやってきた神の一人。できる術は一つで「3日間お風呂に入らなくても、体を清潔に保てる」ことのみ。願いを叶えてもらい、3人は3日間清潔に過ごした。
宇宙人
近所に生息する宇宙人。「宇宙体操」なるものを始めたり、服の下に着ていたブリーフが裏返しだったりとあまり宇宙人には見えない。マイケルは飼いたいと言ったが、結局家に帰ってもらった。

## 用語

### つまようじ職人
雑貨屋などで売っている爪楊枝と異なる高級なつまようじを製作している職人らしい。工程ごとに6種の専門家に分けられる。資格を有するには教習所で教習を行い年一回の書き換えも必要となる。（山手川は研磨と溝彫りの資格を保有している）
- 切り出し職人　原料となる巨木を切り倒し小さな木片に切り出す。頭首とも呼ばれる。
- 切り分け職人　小さな木片を細い棒状に切り分ける。
- 角取り職人　　細い棒状の木片を円柱状に仕上げる。円柱状になった木片は『つま素』と呼ばれる。
- 先鋭職人　　　つま素の先を尖らせる。
- 研磨職人　　　つま素の表面を滑らかにする。表面が滑らかになったつま素は『つま一』と呼ばれる。
- 溝彫り職人　　溝を掘る。近年、廃止論が持ち上がっている。

### 全日本ぬいぐるみ職人選手権大会
毎年全国のぬいぐるみ職人が集まる大会。ぬいぐるみ界の裏のドンが最高の技を持つ職人を探すために開催されていると言われている。優勝者には大量の糸と綿と布が贈呈される。

#### 主な競技
- 糸の早通し
- 仮縫い
- ぬいぐるみの遠投
- 100m競争
- ぬいぐるみスプーンレース

### ぬいぐるみの国
遠いところにある国。マイケルのわがままから、マイケルを人間の姿をぬいぐるみとして製作し、魔道士によって魂を入れ替えさせ人間界に送った。マイケル本人はその事を忘れていたが、政権交代で新しい王子が誕生したらしい。

## 単行本
- 野中英次『ドリーム職人』 講談社《ワイドKCモーニング》、全3巻
  1. 1999年4月21日 ISBN 4-06-337392-4
  2. 2000年4月21日 ISBN 4-06-337439-4
  3. 2000年8月23日 ISBN 4-06-337453-X